# 90000 (tal)
90000 är det naturliga talet som följer 89999 och som följs av 90001.

## Talteori
- 90000 är summan av kuberna av de första 24 positiva heltalen.
- 90000 är kvadraten av 300.

## Inom telefoni
- 90 000 var telefonnumret till den svenska SOS-tjänsten under perioden 17 december 1956–1 juli 1996.

## 90000–99999
- 90625 – Det enda femsiffriga automorfatalet.
- 93312 – Leylandtal.
- 94932 – Leylandtal.
- 95121 – Kaprekartal.
- 96557 – Markovtal.
- 99066 – Största talet vars kvadrat använder alla de decimala siffrorna en och endast en gång.